# Gamète femelle
Cet article court présente un sujet plus développé dans : Gamète, Ovule et Oosphère.
Chez les espèces à reproduction sexuée, on appelle gamète femelle le plus gros des deux types de gamètes.
- Le gamète femelle des animaux est l'ovocyte.
- Le gamète femelle des végétaux et des algues est l'oosphère.